# Tracker (película de 2010)
Tracker es una película británica-neozelandesa de acción y suspenso de 2010 fechada en la Nueva Zelanda de 1903, dirigida por Ian Sharp y protagonizada por Ray Winstone y Temuera Morrison.

## Argumento
Arjan van Diemen (Ray Winstone), fue un reconocido líder afrikáner durante la Segunda Guerra de los Bóeres (1899 – 1902), y un experto rastreador. Después del final de la guerra y tras la derrota a manos de los británicos, emigra desde Sudáfrica a la colonia inglesa de Nueva Zelanda, pero inmediatamente es reconocido por el sargento Ted Saunders (Mark Mitchinson), un soldado británico que también luchó en la guerra y lo detiene en el puerto. Sin embargo el mayor Pritchard Carlyle (Gareth Reeves), el oficial a cargo de la guarnición británica en Nueva Zelanda, respeta a van Diemen como antiguo oponente por lo que lo libera.
Mientras tanto Keremea (Temuera Morrison), un marino maorí se reúne con Lucy (Jodie Hillock), su novia británica en un establo y discuten casarse. Un borracho sargento Saunders llega al establo con dos de sus compañeros y expresa su ira por la relación entre un maorí y una "mujer británica blanca”. Él y sus compañeros golpean y se mofan de Keremea, que al principio toma la paliza con resignación, pero después de un insulto a la resistencia maorí por el dominio británico se levanta y lucha contra los tres hombres, hasta que en la confusión Saunders mata accidentalmente a uno de sus propios hombres y Kerema huye. El sargento Saunders evade la responsabilidad culpando Keremea y los soldados ingleses intimidan a la novia de Keremea para confirmar su falsa historia. Keremea sabe que no va a tener un juicio justo y escapa. Después durante las averiguaciones el sargento Saunders convence a un escéptico mayor Carlyle de la culpabilidad de Keremea. El mayor Carlyle, Bryce (Andy Anderson), el rastreador local y algunos soldados ingleses salen en persecución de Keremea. Carlyle sabe que van Diemen es un rastreador soberbio y le ofrece una recompensa de 100 libras en oro para capturar el evadido vivo y 25 libras muerto.
En la playa, en la desembocadura de un río, Keremea disimula sus huellas para que parezca que él ha continuado a lo largo de la playa, mientras que se interna en los bosques. Van Diemen es el único que no se deja engañar y mientras los soldados ingleses siguen la pista falsa de la playa van Diemen continúa detrás del rastro de Keremea. Con el tiempo van Diemen sorprende y captura a Keremea mientas duerme. Keremea finge hablar sólo maorí pero van Diemen no cae en la trampa y comienzan una conversación mientras caminan. Van Diemen muestra a Keremea una fotografía de su esposa y tres hijas fallecidas durante el conflicto bélico.
Keremea protesta persistentemente su inocencia del asesinato del soldado inglés mientras van Diemen lo lleva de regreso y el prisionero le dice que no tendrá un juicio justo. Cuando van Diemen hace una pausa para bañarse en un río, Keremea logra sorprenderlo y hay un duro enfrentamiento entre Keremea y van Diemen, Keremea toma el rifle de van Diemen y el afrikáner su pistola C96. La pelea termina cuando Keremea noquea a van Diemen y éste cae al río inconsciente, el maorí duda unos instantes pero regresa para evitar que van Diemen se ahogue. Keremea ata van Diemen a un árbol y se burla de él, mientras que se pone sus botas y su abrigo. Van Diemen a su vez logra sorprender a Keremea y lo arresta de nuevo. Los dos hombres siguen el largo camino de regreso a la ciudad y en el camino Keremea llama la atención de van Diemen exclamando: "haz luchado contra los británicos en la guerra de los bóeres, lo mismo que los maorís también luchamos contra la corona. ¡Ambos odiamos a los ingleses!". Van Diemen rechaza la declaración y afirma que luchó por la independencia, mientras que todo lo que Keremea hizo fue cometer un crimen. Esto incita a Keremea para explicar su doloroso pasado familiar y la guerra de independencia de su pueblo. Él comenta cómo los británicos quemaron su aldea y lo obligaron a ver como se colgaron a su padre. Keremea entonces confiesa que cuando su abuelo le pidió ayuda todo lo que hizo fue salir corriendo y que a él no lo ahorcaron porque era un niño. Esto conecta obviamente a van Diemen, que revela que su finca había sido quemada por los británicos durante la guerra cuando él estaba ausente y que toda su familia había desaparecido presuntamente asesinada. Sin embargo, a pesar de sus traumas comunes a manos de los británicos, van Diemen sigue negándose a liberar Keremea y después de que Keremea escapa de nuevo la tensión finalmente culmina en una sangrienta lucha cuerpo a cuerpo donde Keremea gana la partida. Sin embargo, cuando está a punto de matar a van Diemen con una roca la partida búsqueda de Carlyle llega y detiene al maorí.
En el camino de vuelta el sargento Saunders se une de forma inesperada al grupo de persecución. Van Diemen nota la tensión entre el sargento y Keremea y, al compartir una comida, le pide los detalles de su presunto delito. Keremea le explica que todo lo que hizo fue "enamorarse de una mujer blanca”. Van Diemen a continuación le dice que uno de sus mejores amigos afrikáneres fue arrestado y ejecutado por acostarse con una mujer blanca y en silencio deja un cuchillo al lado del prisionero. Por la noche Keremea corta sus ataduras, golpea al guardia, lo deja inconsciente y escapa, mientras que los soldados ingleses y van Diemen reanudan la búsqueda. Van Diemen sigue adelante y establece una pista falsa para Carlyle y sus hombres. Él le ayuda a Keremea a llegar a un lugar sagrado en el que ambos dicen oraciones por sus respectivos familiares fallecidos. Van Diemen y Keremea son entonces arrinconados por los británicos, Keremea acepta la imposibilidad de escapar y pide a van Diemen que le dispare y lo mate con honor, en lugar de ser arrastrado de nuevo a la ciudad británica y ejecutarlo. Mientras Keremea está realizando un haka para prepararse para la otra vida, van Diemen le dispara. Cuando el mayor Carlyle finalmente llega, van Diemen le entrega un dedo índice cortado (una referencia al principio de la película donde van Diemen revela que los bóeres cortaron los dedos índices a sus prisioneros británicos para que no pudieran disparar un rifle de nuevo), como prueba de la muerte de Keremea, afirmando que "otro trofeo para la gloria de su majestad.” El sargento Saunders intenta tomar la cabeza de Keremea, pero van Diemen defiende su cuerpo y le pide a Carlyle enterrarlo. Carlyle se niega, alegando que "demasiado tiempo ya se ha empleado en él". Van Diemen y el equipo británico regresan a la ciudad.
Un día más tarde, el mayor Carlyle súbitamente se da cuenta de que él no inspeccionó el cadáver y que ha sido engañado, ¡el maorí está vivo! Ordena a los soldados, a todos los muelles y al puerto a estar alertas en la búsqueda de un maorí con un dedo índice derecho amputado. Más tarde Carlyle se enfrenta a van Diemen, que está en la playa a la espera de partir hacia Australia, y le dice que aunque Keremea pueda estar vivo, no podrá abandonar Nueva Zelanda y lo capturará. Van Diemen se da cuenta de que el mayor Carlyle había sido responsable de la quema de granja africana de Van Diemen al darle la recompensa de 25 libras en oro, pero le asegura que la familia de van Diemen no estaba dentro de la casa cuando ésta fue reducida a cenizas.
En retrospectiva se revela que van Diemen había disparado al aire y golpeó a Keremea en la cabeza hasta desmayarlo, en lugar de matarlo. Mientras tanto, Keremea llega al puerto y, delante de unos soldados ingleses compra un billete de salida de la isla y revela que él tiene los diez dedos. Van Diemen en cambio, se muestra en el bote que lo llevaba al barco con destino a Australia con sólo nueve dedos, el rastreador se había cortado su propio dedo índice. Arjan van Diemen luego mira su reloj de bolsillo con una foto de su familia en el interior, sonríe rumbo a un nuevo hogar.

Los cineastas describen los antecedentes de la historia de la siguiente manera: 

La Segunda Guerra de los Boers, fue un conflicto entre el Imperio Británico y de las repúblicas bóers independientes en Sudáfrica, duró desde 11 de octubre de 1899 al 31 de mayo de 1902.
Con los británicos en el control de las repúblicas de 1901, los granjeros bóers adoptaron tácticas de guerra de guerrillas: golpear rápido, duro y causar tanto daño al enemigo como fuera posible y luego retirarse y desaparecer antes de que los refuerzos pudieran llegar. Esta estrategia resultó eficaz y los británicos se vieron obligados a revisar sus propias tácticas.
Los británicos tomaron represalias con una estrategia de "tierra arrasada", para doblegar a bóers. Mientras las tropas británicas barrieron el campo destruyeron sistemáticamente los cultivos, las granjas quemándolas, envenenado los pozos, e internando a mujeres y niños bóers en campos de concentración.
En la secuela, muchos de los bóers derrotados no pudieron volver a sus destruidas granjas y sus tierras arrasadas. Por lo tanto, muchos emigraron a los rincones más remotos del imperio, en busca de un nuevo hogar...

## Elenco
- Ray Winstone: Arjan van Diemen
- Temuera Morrison: Kereama
- Gerth Reeves: el mayor Carlyle
- Mark Mitchinson: el sargento mayor Saunders
- Dan Musgrove: el soldado Rennick
- Andy Anderson: Bryce, el rastreador local
- Mick Rose: el sargento Leybourne
- Jodie Hillock: Lucy
- Tim McLachlan: el soldado Levin
- Steve Reinsfield: el cabo Drake
- Jed Brophy: el cabo Barker

## Producción
Director: Ian Sharp. Escritor: Nicholas Van Pallandt. La película es una coproducción del UK Film Council y del New Zealand Film Commission.
El filme se rodó en torno a la zona de los lagos de Queenstown.